# Battle Studies
Albums de John Mayer
Where The Light Is
(2008) Born and Raised
(2012)
Battle Studies est le quatrième album studio réalisé par John Mayer et sorti le 17 novembre 2009.

## Liste des chansons
Toutes les chansons ont été écrites par John Mayer, sauf "Crossroads" par Robert Johnson et "I'm on Fire" par Bruce Springsteen.
1. Heartbreak Warfare – 4:30
2. All We Ever Do Is Say Goodbye – 4:35
3. Half of My Heart (en duo avec Taylor Swift) – 4:10
4. Who Says – 2:56
5. Perfectly Lonely – 4:28
6. Assassin – 5:14
7. Crossroads – 2:29
8. War of My Life – 4:15
9. Edge of Desire – 5:32
10. Do You Know Me – 2:30
11. Friends, Lovers or Nothing – 5:59

Et dans la version pré-commande de iTunes
1. I'm on Fire – 2:52

## Certifications
| Pays                    | Certification | Unités certifiées |
| ----------------------- | ------------- | ----------------- |
| Australie (ARIA)        | Platine       | 70 000            |
| Canada (Music Canada)   | Platine       | 80 000            |
| Danemark (IFPI)         | 2 × Platine   | 40 000            |
| États-Unis (RIAA)       | 2 × Platine   | 2 000 000         |
| Nouvelle-Zélande (RMNZ) | Or            | 7 500             |
| Pays-Bas (NVPI)         | Or            | 25 000            |
| Royaume-Uni (BPI)       | Or            | 100 000           |